# Iryna Kriuko
Iryna Kriuko –en bielorruso, Ірына Крыўко– (Sianno, 30 de julio de 1991) es una deportista bielorrusa que compite en biatlón.
Participó en dos Juegos Olímpicos de Invierno, en los años 2018 y 2022, obteniendo una medalla de oro en Pyeongchang 2018, en el relevo femenino.
Ganó cinco medallas en el Campeonato Europeo de Biatlón entre los años 2014 y 2020.

## Palmarés internacional
| Juegos Olímpicos   | Juegos Olímpicos             | Juegos Olímpicos  | Juegos Olímpicos |
| Año                | Lugar                        | Medalla           | Prueba           |
| ------------------ | ---------------------------- | ----------------- | ---------------- |
| 2018               | Pyeongchang (Corea del Sur)  | Medalla de oro    | Relevo           |
| Campeonato Europeo |                              |                   |                  |
| Año                | Lugar                        | Medalla           | Prueba           |
| 2014               | Nové Město (República Checa) | Medalla de oro    | Relevo           |
| 2014               | Nové Město (República Checa) | Medalla de bronce | Individual       |
| 2019               | Minsk-Raubichi (Bielorrusia) | Medalla de plata  | Persecución      |
| 2019               | Minsk-Raubichi (Bielorrusia) | Medalla de bronce | Individual       |
| 2020               | Minsk-Raubichi (Bielorrusia) | Medalla de bronce | Velocidad        |